# Kummakivi
Kummakivi (in Italiano: la strana pietra) è un masso erratico situato a Ruokolahti in Finlandia.

## Presentazione
Il blocco è largo sette metri e alto cinque; poggia su una superficie rocciosa convessa. Si stima che pesi circa 500 tonnellate.
Dagli anni ottanta in cima alla roccia cresce un pino.
Kummakivi si trova nella parte occidentale di Ruokolahti, vicino al confine con Puumala.
Dal 1962 il blocco è protetto dal governo.